# Argument (théâtre)
Pour les articles homonymes, voir Argument.
Un argument est, dans le domaine du théâtre ou de l'opéra, un court résumé de l'intrigue ou du sujet de la pièce, placé en prologue (argument général), ou la même explication présentant le contexte dans laquelle se place l'œuvre, pouvant être suivie d'un résumé complet acte par acte, permettant d'éclairer le public lors de la présentation des pièces théâtrales ou lyriques nécessitant des explications préalables. 
Fortement utilisé pour les tragicomédies des années 1625 à 1635, au point de devenir un résumé de plusieurs pages parfois d'une grande complexité, il est toujours utilisé en tête de périodiques comme L'Avant-scène théâtre ou L'Avant-scène opéra présentant le texte ou le livret des œuvres.